# Leiva, La Rioja
Leiva, La Rioja tỉnh và cộng đồng tự trị La Rioja, phía bắc Tây Ban Nha. Đô thị này có diện tích là 12,71 ki-lô-mét vuông, dân số năm 2009 là 290 người với mật độ 22,82 người/km². Đô thị này có cự ly 58 km so với Logroño.